# Fokker D V
Die Fokker D V (auch: M 22) war ein einsitziges, als Doppeldecker ausgelegtes deutsches Jagdflugzeug im Ersten Weltkrieg.

## Entwicklung
Nachdem sich im Verlauf des Jahres 1916 herausgestellt hatte, dass die Fokker-Jagdflugzeuge der Reihe D I bis IV den neuesten alliierten Konstruktionen nicht gewachsen waren, wurde ab ungefähr Juni des Jahres an einem Nachfolger gearbeitet. Nach dem Tod des Fokker-Chefkonstrukteurs Martin Kreutzer am 27. Juni, der für die Entwürfe der Typen D I–D IV verantwortlich gezeichnet hatte, übernahm Möser die Arbeiten des werksintern als M 22 bezeichneten Flugzeuges. Der Bau des Prototyps begann im September 1916. Im Oktober wurde das Flugzeug zur Abnahme an die Deutsche Versuchsanstalt für Luftfahrt in Adlershof gesandt, wo sich herausstellte, dass die Tragflächenkonstruktion zu schwach konzipiert worden war. Nach der Lieferung und dem Anbau von Flügeln mit verstärkten Holmen und Rudern wurde die Typenprüfung der M 22 vom 12. Oktober bis 1. November 1916 erfolgreich durchgeführt und der Typ für die Fliegertruppe akzeptiert; gleichzeitig erging im Oktober ein Serienauftrag über 200 Stück unter der Bezeichnung D V. Die Auslieferung dieser Charge mit den Nummern 2600–2799/16 begann im Dezember. Allerdings gingen die Flugzeuge nicht in den Kampfeinsatz, sondern wurden den Schul- und Heimatschutzeinheiten zugeteilt oder auch den Jagdstaffeln zur Umschulung auf Typen mit Umlaufmotor, speziell den Dreidecker Dr I. In der Regel zogen die Flugzeugführer die Albatros D III der Fokker D V der besseren Steigleistung wegen vor.
Im Februar und im April 1917 erteilte die Idflieg zwei weitere Aufträge über jeweils 50 D V, die mit den Seriennummern 650–699/17 und 1600–1649/17 produziert wurden; insgesamt wurden also 300 Exemplare gebaut. Mindestens 72 Flugzeuge dienten bei der Marine als Schutz ihrer Seefliegerstationen in Cuxhaven, Hage und Kiel sowie der Flugschulen in Langfuhr und Putzig. Im Oktober 1917 wurde das letzte Baulos übergeben.
Versuchsweise wurden zwei oder drei D V mit zweistieligem Tragwerk mit vergrößerter Spannweite ausgestattet und als M 22ZF bezeichnet. Ein Exemplar erhielt anstelle von Querrudern Flächenverwindung, die anderen ein oder zwei sollen mit Sh I- oder Sh II-Triebwerken von Siemens & Halske erprobt worden sein.

## Aufbau
Die Fokker D V ist ein einstieliger, verspannter Doppeldecker. Der Rumpf besteht aus einem verschweißten und zum größten Teil stoffbespannten Stahlrohrgerüst, das im Mittelteil im Querschnitt kreisförmig ist und nach hinten viereckig in einer waagerechten Schneide ausläuft. Der Motorbereich und die Rumpfoberseite bis zur Führerkanzel sind mit Aluminiumblechen verkleidet. Das positiv gestaffelte Tragwerk besteht aus dem durchgehenden oberen Flügel mit 4–6° Pfeilung und zwei ausgeglichenen Querrudern sowie dem zweigeteilten und ungepfeilten Unterflügel gleicher Spannweite; beide bestehen aus einem stoffbespannten Holzgerüst und besitzen zwei Holme mit Doppel-T-Schnitt. Das Leitwerk bilden als Pendelruder ausgeformte Höhen- und Seitenruder aus stoffbespannten Stahlrohrgerüsten. Die D V verfügt über ein starres Hauptfahrwerk aus ausgekreuzten Stahlrohrstreben und Haupträdern mit durchgehender Achse mit Gummifederung. Am Heck befindet sich ein Schleifsporn.

## Technische Daten
| Kenngröße                  | Daten                                                                             |
| -------------------------- | --------------------------------------------------------------------------------- |
| Besatzung                  | 1                                                                                 |
| Spannweite                 | 8,75 m                                                                            |
| Länge                      | 6,05 m                                                                            |
| Höhe                       | 2,30 m                                                                            |
| Flügelfläche               | 15,5 m²                                                                           |
| Leermasse                  | 363 kg                                                                            |
| Startmasse                 | 566 kg                                                                            |
| Antrieb                    | ein luftgekühlter Neunzylinder-Umlaufmotor mit starrer Zweiblatt-Holzluftschraube |
| Typ                        | Oberursel U I                                                                     |
| Startleistung Nennleistung | 110 PS (81 kW) 100 PS (74 kW) bei 1200/min                                        |
| Kraftstoffvorrat           | 85 l                                                                              |
| Höchstgeschwindigkeit      | 170 km/h                                                                          |
| Marschgeschwindigkeit      | 160 km/h                                                                          |
| Steigzeit                  | 19 min auf 3000 m Höhe                                                            |
| Reichweite                 | 240 km                                                                            |
| Flugdauer                  | 1,30 h                                                                            |
| Bewaffnung                 | ein starres Spandau-MG                                                            |